# 仲良しコンビ
仲良しコンビ（なかよ-）とは1980年代に活躍したコミックグループでありうなずきトリオの兄弟ユニットにもあたる。

## 来歴
当時、『オレたちひょうきん族』（フジテレビ系）のレギュラーであったザ・ぼんちとのりお・よしおの同期生・ツッコミ同士で結成したコミックグループであり、『ひょうきん族』で漫才を披露したこともある。

## メンバー
まさと（1952年4月25日-、リーダー）
本名は里 道和（さとみちかず）。ザ・ぼんちの一員で、相方はおさむ。
上方よしお（1952年12月16日-、サブリーダー）
本名は松倉善弘（まつくらよしひろ）。のりお・よしおの一員で、相方は西川のりお。

## 出演番組
- オレたちひょうきん族（フジテレビ系）
- 笑ってる場合ですよ!（同上）[1]
- THE MANZAI（同上）[1]

## 備考
- 兄弟分ユニットのうなずきトリオはレコードを出したことがあるが、本ユニットは1枚も出さなかった（やかましトリオ・いじわるコンビも同様）。